# A&O
A&O è un'insegna di supermercati facenti parte del gruppo commerciale Selex.
La consistenza dei supermercati A&O è in 560 punti vendita.

## Storia
L'insegna A&O nasce quando nel 1964 viene costituita l'unione volontaria A&O italiana, successivamente diventata Consorzio A&O italiano che nel 1979 ha costituito l'odierno Selex Gruppo Commerciale.

## Le insegne
I punti vendita A&O si dividono in tre insegne, che differiscono per la consistenza di prodotti venduti e per la grandezza:
- Supermercato A&O: supermercati di medie e piccole dimensioni (superiori a 400 m²)
- Svelto A&O: superette di dimensioni (inferiori a 400 m²)
- Spesa A&O: mini-mercati di dimensioni (inferiori a 200 m²).

## Presenza sul territorio
Questo è il dettaglio della presenza di A&O nelle varie regioni italiane:
| Regione               | Numero di negozi |
| --------------------- | ---------------- |
| Basilicata            | 8                |
| Calabria              | 12               |
| Campania              | 8                |
| Emilia-Romagna        | 62               |
| Friuli-Venezia Giulia | 58               |
| Lazio                 | 88               |
| Lombardia             | 30               |
| Marche                | 8                |
| Piemonte              | 24               |
| Puglia                | 172              |
| Toscana               | 9                |
| Trentino-Alto Adige   | 2                |
| Umbria                | 23               |
| Valle d'Aosta         | 9                |
| Veneto                | 225              |

## Sponsorizzazioni
Fu per diversi anni sponsor principale della squadra dell'Asiago Hockey e della squadra di calcio della Reggina per le stagioni 1986-1987 e 1994-1995.